# Тарасівка (Тульчинський район)
Тара́сівка (в минулому — Іцька) — село в Україні, у Тульчинській міській громаді Тульчинського району Вінницької області. Населення становить 866 осіб.

## Географія
Село розташовується вздовж невеличкої річки Іцьки, яка в наш час перегороджена трьома греблями з утворенням ставків. Селом проходить дорога з села Нестерварки до села Бортники, більша частина цієї дороги вимощена тесаним камінням.

## Історія
Станом на 1885 рік у колишній власницькій слободі Іцька Холодівської волості Брацлавського повіту Подільської губернії мешкало 1158 осіб, налічувалось 208 дворових господарств, існували православна церква та постоялий будинок.
1892 в селі існувало 280 дворових господарств, проживало 1420 мешканців.
За переписом 1897 року кількість мешканців зросла до 2856 осіб (1419 чоловічої статі та 1437 — жіночої), з яких 2845 — православної віри.
7 (20) листопада 1917 року, відповідно до Третього Універсалу Української Центральної Ради, увійшло до складу Української Народної Республіки.
12 червня 2020 року, відповідно до Розпорядження Кабінету Міністрів України від  № 707-р «Про визначення адміністративних центрів та затвердження територій територіальних громад Вінницької області», увійшло до складу Тульчинської міської громади.
19 липня 2020 року, в результаті адміністративно-територіальної реформи та ліквідації Тульчинського району, село увійшло до складу новоутвореного Тульчинського району.

## Населення

### Мова
Розподіл населення за рідною мовою за даними перепису 2001 року:
| Мова            | Кількість | Відсоток |
| --------------- | --------- | -------- |
| українська      | 843       | 97.34%   |
| російська       | 20        | 2.31%    |
| болгарська      | 1         | 0.12%    |
| інші/не вказали | 2         | 0.23%    |
| Усього          | 866       | 100%     |

## Інфраструктура
У селі є православний храм, школа, дитячий садок, декілька торгових закладів.

## Відомі люди
В селі народилися:
- Павло Добрянський (1930–2011) — український письменник-гуморист;
- Матвій Цимбалюк — повстанський отаман;
- Шаматалюк Євген Вікторович — старший лейтенант Збройних сил України, учасник російсько-української війни[8].

В селі мешкали[джерело?]:
- поет Олександр Танцюра;
- художник Магдич Іван Іванович.